# 戦力投射
戦力投射（せんりょくとうしゃ、英:Power Projection, Force Projection）とは、軍事力を準備・展開して軍事作戦を遂行することである。

## 概説
戦力投射においてはいくつかの考慮すべき事柄がある。まず展開部隊の機動力がそれである。根拠地から目標地点に戦略機動するためには部隊の陸海空の交通路とそれに合致する部隊の各種の機動力が必要である。さらに戦闘指揮の機能を展開する部隊に伴って輸送しなければならない。
具体的には各部隊の指揮系統と作戦司令部の要員、物資や各種の通信機材などを含めるC4Iシステムであり、組織的な部隊行動に不可欠である。迅速かつ的確な部隊行動には情報が必要であり、そのために諜報活動が十分に行われて作戦行動に求められる作戦地域の状況や敵情を知らなければならない。作戦行動の成功には人員や軍需品の補給や輸送を実施する兵站の機能も重大である。
さらに部隊が展開する際には特殊な錬度が求められ、例えばあらゆる特殊環境下での作戦、空挺作戦、水陸両用作戦などは特殊な教育訓練を要する。加えて報道機関への影響にも配慮が必要である。今日の報道は国際社会や国民の世論に大きな心理的な影響力を持っており、報道機関への情報を協力または管理する。
また戦力投射は展開した部隊を作戦地域に配備するだけでなく、撤退の見通しなどを含めた戦後の見通しや計画が求められる。この計画を整えることによって作戦行動の途上に戦後の作戦行動の準備に入ることが出来る。